# تراسي آدامز
تراسي آدامز (بالإنجليزية: Tracey Adams)‏ هي موسيقية ورسامة أمريكية، ولدت في 1954.